# Allah Ditta
Allah Ditta (Panjeri, 15 dicembre 1932 – Panjeri, 20 marzo 2020) è stato un astista pakistano.

## Biografia
Nel 1956 partecipò alle Olimpiadi di Melbourne saltando 4,00 m senza qualificarsi per la finale. Nel 1958 vinse la medaglia di bronzo ai Giochi asiatici di Tokyo saltando 4,20 ed eguagliando il record dei Giochi. Due mesi dopo giunse quarto nella finale dei VI Giochi dell'Impero e del Commonwealth Britannico a Cardiff. Partecipò nuovamente alle Olimpiadi di Roma 1960, anche in questo caso senza raggiungere la finale. Nel 1962 conquistò un'altra medaglia di bronzo ai Giochi asiatici di Jakarta saltando 4,10 m. Nella sua ultima partecipazione a competizioni internazionali Ditta finì ottavo ai Giochi del Commonwealth di Perth.

## Palmarès
| Anno | Manifestazione  | Sede      | Evento           | Risultato   | Prestazione | Note  |
| ---- | --------------- | --------- | ---------------- | ----------- | ----------- | ----- |
| 1956 | Giochi olimpici | Melbourne | Salto con l'asta | 15° (qual.) | 4,00 m      | [ 4 ] |
| 1958 | Giochi asiatici | Tokyo     | Salto con l'asta | Bronzo      | 4,20 m      |       |
| 1960 | Giochi olimpici | Roma      | Salto con l'asta | 26° (qual.) | 4,00 m      | [ 5 ] |
| 1962 | Giochi asiatici | Jakarta   | Salto con l'asta | Bronzo      | 4,10 m      |       |